# Sarah Lennox
Lady Sarah Lennox (14 février 1745 – août 1826) est la plus célèbre des sœurs Lennox, filles de Charles Lennox (2e duc de Richmond).

## Famille
Après le décès de ses deux parents quand elle n'a que cinq ans, Lady Sarah est élevée par sa sœur aînée Emily Lennox, en Irlande. Lady Sarah retourne à Londres, dans la maison de sa sœur Georgiana Caroline Lennox à l'âge de treize ans. Ayant été l'une des favorites du roi George II depuis son enfance, elle est invitée à la Cour et attire l'œil de George, prince de Galles (futur roi George III), qu'elle a rencontré étant enfant.
Quand elle est présentée à la cour, de nouveau, à l'âge de quinze ans, George III a une liaison avec elle, que sa famille encourage. Lady Sarah développe aussi des sentiments pour William Kerr (5e marquis de Lothian), petit-fils de William Kerr (3e marquis de Lothian). Bien que sa famille ait réussi à la convaincre de rompre avec Kerr, un éventuel mariage avec le roi est bloqué par ses conseillers, en particulier John Stuart (3e comte de Bute). Lady Sarah est l'une des dix demoiselles d'honneur au mariage du roi avec la princesse Charlotte de Mecklembourg-Strelitz.

## Mariages et descendance
Lady Sarah refuse une proposition de mariage de James Hay (15e comte d'Erroll) avant d'épouser Charles Bunbury, l'aîné des fils du révérend Sir William Bunbury, 5e baronnet, le 2 juin 1762 à la chapelle de Holland House, Kensington, à Londres. Il succède à son père en tant que sixième baronnet en 1764.
Lady Sarah a une liaison avec Lord William Gordon, le deuxième fils du duc de Gordon, et donne naissance à une fille illégitime en 1768. L'enfant n'est pas immédiatement démentie par Sir Charles, et reçoit le nom de Louisa Bunbury (1768-1785). Néanmoins, Lady Bunbury et Lord William se sont enfuis peu de temps après, en février 1769, prenant l'enfant avec eux. Lord William bientôt abandonné, Sir Charles refuse de prendre son épouse et celle-ci retourne à la maison de son frère avec son enfant, tandis que son mari demande le divorce au Parlement, pour cause d'adultère, citant sa fugue. Elle résiste à la demande, et ce n'est que le 14 mai 1776 que le jugement de divorce est prononcé.
Lady Sarah épouse un officier de l'armée, George Napier, le 27 août 1781 et a huit enfants:
- Le général Sir Charles James Napier GCB (10 août 1782 – 29 août 1853), il épouse Elizabeth Oakeley en avril 1827. Il s'est remarié à Frances Philipp en 1835.
- Emily Louise Augusta Napier (11 juillet 1783 – 18 mars 1863), elle épouse le lieutenant-général Sir Henry Bunbury (7e baronnet) le 22 septembre 1830
- Le lieutenant-général Sir George Thomas Napier (30 juin 1784 – 8 septembre 1855), il épouse Margaret Craig, le 22 octobre 1812. Ils ont cinq enfants. Il épouse Frances Blencowe en 1839.
- Le lieutenant-général Sir William Francis Patrick Napier KCB (17 décembre 1785 – 12 février 1860), il épouse Caroline Fox (petite-fille de sa tante Georgiana Caroline Lennox) le 14 mars 1812. Ils ont cinq enfants.
- Richard Napier (1787-13 janvier 1868), il épouse Anna Louisa Stewart, fille de Sir J. Stewart, baronnet., en 1817.
- Le capitaine Henry Edward Napier RN (5 mars 1789;-13 octobre 1853), il épouse Caroline Bennett. Ils ont trois enfants.
- Caroline Napier (1790-1810) est décédé à l'âge de vingt ans
- Cecilia Napier (1791-1808) est décédé à l'âge de dix-sept ans

## Dans la culture populaire
En 1999, une mini-série basée sur la vie de Sarah Lennox et ses sœurs, Aristocrates, est diffusée au Royaume-Uni. Sarah est jouée par l'actrice Jodhi Peut.